# Citigroup Centre (London)
Das Citigroup Centre ist ein Wolkenkratzer in London. Er bildet einen Teil des Canary-Wharf-Komplexes in den Docklands. Das Gebäude mit der Adresse 25 Canada Square ist der britische Hauptsitz von Citigroup, dem größten Finanzdienstleister der Welt. Es wurde von César Pelli und seinem Architekturbüro entworfen.
Mit einer Höhe von 200 Metern und 45 Stockwerken ist es zusammen mit dem gleich hohen HSBC Tower das fünfthöchste Gebäude in Großbritannien, übertroffen nur von The Shard, One Canada Square, Leadenhall Building und Heron Tower. Außer The Shard befinden sich alle Gebäude in unmittelbarer Nähe. Im Untergeschoss liegt ein kleines Einkaufszentrum. Die Bauarbeiten begannen 1998 und wurden 2001 abgeschlossen.